# Morti il 31 gennaio
| Questa pagina contiene informazioni ricavate automaticamente dalle voci biografiche con l'ausilio del template Bio e di un bot. L'aggiornamento è periodico e automatico e ricostruisce completamente la pagina. Se manca una persona in questa lista, sei pregato di non aggiungerla, ma accertati piuttosto che la sua voce biografica contenga il template Bio e che i dati anagrafici siano correttamente compilati. Se il template Bio manca, inseriscilo tu stesso o, in alternativa, metti l'avviso {{tmp\|Bio}} che ne segnala la mancanza. Se i dati riportati sono sbagliati, correggi direttamente la voce biografica; le modifiche saranno visibili in questa lista entro pochi giorni. Per chiarimenti vedi il progetto biografie. La lista contiene solo le 529 persone che sono citate nell'enciclopedia e per le quali è stato implementato correttamente il template Bio. Pagina aggiornata al 5 ago 2025. |

## IV secolo(4)
- 303 - Ciro di Alessandria, medico e santo egiziano
- 345 - Abramo di Arbela, santo persiano
- 381 - Atanarico, sovrano visigoto
- 397 - Geminiano di Modena, vescovo e santo italiano (n. 312)

## VII secolo(2)
- 632 - Aidano di Ferns, vescovo irlandese
- 673 - Frodoberto, abate francese

## IX secolo(2)
- 826 - Fulrado di San Quintino, nobile francese
- 876 - Emma di Baviera, nobile tedesca

## XI secolo(2)
- 1030 - Guglielmo V di Aquitania, duca francese (n. 969)
- 1039 - Arduico di Bressanone, vescovo tedesco

## XII secolo(1)
- 1197 - Guglielmo di Longchamp, politico e vescovo cattolico inglese

## XIII secolo(2)
- 1216 - Teodoro II di Costantinopoli, politico e arcivescovo ortodosso bizantino
- 1266 - Tiso VII da Camposampiero, condottiero e politico italiano

## XIV secolo(4)
- 1336 - Luca Fieschi, cardinale italiano (n. 1270)
- 1363 - Marco IV di Alessandria, vescovo cristiano orientale egiziano
- 1375 - Margherita Drummond, regina (n. 1340)
- 1398 - Sukō, imperatore giapponese (n. 1334)

## XV secolo(2)
- 1418 - Mircea il Vecchio, sovrano rumeno (n. 1355)
- 1435 - Xuande, imperatore cinese (n. 1398)

## XVI secolo(9)
- 1517 - Al-Qastallani, giurista arabo (n. 1448)
- 1533 - Ludovica Albertoni, religiosa e mistica italiana
- 1533 - Jakob Köbel, matematico e funzionario tedesco (n. 1462)
- 1546 - Gaudenzio Ferrari, pittore e scultore italiano
- 1550 - Niccolò Ridolfi, cardinale e arcivescovo cattolico italiano (n. 1501)
- 1561 - Bayram Khan, generale (n. 1501)
- 1561 - Menno Simons, religioso olandese (n. 1496)
- 1580 - Enrico I del Portogallo, cardinale, sovrano e arcivescovo cattolico portoghese (n. 1512)
- 1591 - Troilo II de' Rossi, nobile e militare italiano

## XVII secolo(20)
- 1601 - Scipione Ammirato, storico, genealogista e letterato italiano (n. 1531)
- 1606 - Guy Fawkes, militare inglese (n. 1570)
- 1610 - Giovanni De Rosis, architetto e gesuita italiano (n. 1538)
- 1615 - Claudio Acquaviva, gesuita italiano (n. 1543)
- 1615 - Henry Grey, VI conte di Kent, nobile inglese (n. 1541)
- 1615 - Sō Yoshitoshi, militare giapponese (n. 1568)
- 1632 - Joost Bürgi, astronomo e matematico svizzero (n. 1552)
- 1635 - Willem Duyster, pittore e disegnatore olandese (n. 1599)
- 1637 - Abramo Bzovio, storico e religioso polacco (n. 1567)
- 1644 - Kemankeş Kara Mustafa Pascià, politico e militare ottomano (n. 1592)
- 1645 - Hans Ulrik Gyldenløve, diplomatico danese (n. 1615)
- 1651 - Francesco Amico, teologo italiano (n. 1578)
- 1659 - János Apáczai Csere, matematico ungherese (n. 1625)
- 1665 - Johannes Clauberg, teologo e filosofo tedesco (n. 1622)
- 1668 - Hermann Busenbaum, gesuita e teologo tedesco (n. 1600)
- 1669 - Dirck van der Lisse, pittore e disegnatore olandese (n. 1607)
- 1683 - Cesare Facchinetti, cardinale e arcivescovo cattolico italiano (n. 1608)
- 1686 - Jean Mairet, drammaturgo e diplomatico francese (n. 1604)
- 1687 - Francisco Varo, monaco cristiano spagnolo (n. 1627)
- 1694 - Michael Oswald von Thun-Hohenstein, conte e funzionario boemo (n. 1631)

## XVIII secolo(19)
- 1703 - Rafał Leszczyński, nobile e poeta polacco (n. 1650)
- 1714 - Bianca Teresa Massei Bonvisi, filantropa italiana (n. 1657)
- 1720 - Thomas Grey, II conte di Stamford, nobile e politico britannico (n. 1654)
- 1721 - Jacopo Antonio Pozzo, religioso e architetto italiano (n. 1645)
- 1725 - Andreas Stübel, teologo, filosofo e pedagogista tedesco (n. 1653)
- 1729 - Jacob Roggeveen, navigatore olandese (n. 1659)
- 1730 - Willem Hendrik Nieupoort, giurista e storico olandese (n. 1670)
- 1736 - Filippo Juvarra, presbitero, architetto e scenografo italiano (n. 1678)
- 1736 - Bruno Mauricio de Zabala, militare spagnolo (n. 1682)
- 1750 - Armand-Louis de Vignerot du Plessis d'Aiguillon, scrittore e nobile francese (n. 1683)
- 1753 - Jean Thierry du Mont, conte di Gages, generale francese (n. 1682)
- 1759 - Giorgio Doria, cardinale e arcivescovo cattolico italiano (n. 1708)
- 1771 - Nicolò Tron, politico, imprenditore e agronomo italiano (n. 1685)
- 1780 - Jonathan Carver, esploratore statunitense (n. 1710)
- 1783 - Caffarelli, cantante castrato italiano (n. 1710)
- 1783 - João Cosme da Cunha, cardinale e arcivescovo cattolico portoghese (n. 1715)
- 1788 - Carlo Edoardo Stuart, nobile (n. 1720)
- 1788 - Francesco Zanetti, compositore e direttore d'orchestra italiano (n. 1737)
- 1799 - Francis Osborne, V duca di Leeds, nobile, giurista e politico britannico (n. 1751)

## XIX secolo(59)
- 1808 - Gavriil Petrovič Gagarin, nobile e politico russo (n. 1745)
- 1815 - Francesco Saverio Maria Bianchi, presbitero italiano (n. 1743)
- 1815 - José Félix Ribas, militare e patriota venezuelano (n. 1775)
- 1817 - Antoine Beauvilliers, scrittore e cuoco francese (n. 1754)
- 1821 - Antonio Maria Doria Pamphilj, cardinale italiano (n. 1749)
- 1822 - Rudolf Schadow, scultore tedesco (n. 1786)
- 1827 - Grigorij Aleksandrovič Demidov, nobile russo (n. 1765)
- 1828 - Alessandro Ypsilanti, patriota greco (n. 1792)
- 1836 - John Cheyne, pediatra scozzese (n. 1777)
- 1836 - Alessandro Lazzerini, religioso italiano (n. 1765)
- 1836 - Maria Cristina di Savoia, regina (n. 1812)
- 1837 - Ferdinand Dalberg-Acton, nobile britannico (n. 1801)
- 1839 - Salvatore Dal Negro, fisico e presbitero italiano (n. 1768)
- 1842 - Pierre-Joseph Rey, vescovo cattolico italiano (n. 1770)
- 1844 - Henri Gatien Bertrand, generale francese (n. 1773)
- 1844 - Giovanni Battista Bussi, cardinale e arcivescovo cattolico italiano (n. 1755)
- 1846 - Francesco Ansaldo Teloni, vescovo cattolico italiano (n. 1760)
- 1849 - Johann von Gott Fröhlich, filologo classico e educatore tedesco (n. 1780)
- 1854 - Silvio Pellico, scrittore, poeta e patriota italiano (n. 1789)
- 1856 - Khendrup Gyatso, monaco buddhista tibetano (n. 1838)
- 1857 - Giovanni Casoni, ingegnere, storico e archeologo italiano (n. 1783)
- 1860 - Antonio Dragoni, presbitero, storico e falsario italiano (n. 1778)
- 1861 - Cirillo IV di Alessandria, vescovo cristiano orientale egiziano (n. 1816)
- 1862 - Tun Ibrahim di Johor, sovrano malese (n. 1810)
- 1863 - Henry Petty-Fitzmaurice, III marchese di Lansdowne, politico inglese (n. 1780)
- 1863 - Gioacchino Prati, patriota italiano (n. 1790)
- 1864 - Michael Sachs, rabbino prussiano (n. 1808)
- 1865 - Hugh Falconer, geologo, botanico e paleontologo scozzese (n. 1808)
- 1866 - Nicolás Osorio, nobile spagnolo (n. 1793)
- 1866 - Friedrich Rückert, poeta tedesco (n. 1788)
- 1870 - Nicolò Mignogna, patriota e politico italiano (n. 1808)
- 1870 - Giosuè Ritucci, generale e politico italiano (n. 1794)
- 1879 - Giuseppe Gallotti, politico italiano (n. 1803)
- 1880 - Bernard-Adolphe Granier de Cassagnac, politico, giornalista e scrittore francese (n. 1806)
- 1880 - Anna Lindau, letterata tedesca
- 1882 - Vincenzo Balocchi, chirurgo e ginecologo italiano (n. 1818)
- 1883 - Luigi Bellotti Bon, attore teatrale e patriota italiano (n. 1820)
- 1883 - Marianna Brighenti, cantante lirica italiana (n. 1808)
- 1884 - Angiolo Del Lungo, medico italiano (n. 1807)
- 1884 - John Henry Parker, archeologo, saggista e editore inglese (n. 1806)
- 1884 - Franz Senn, presbitero e alpinista austriaco (n. 1831)
- 1885 - Giovanni Froscianti, patriota italiano (n. 1811)
- 1888 - Giovanni Bosco, presbitero, pedagogo e educatore italiano (n. 1815)
- 1889 - Joseph von Berger, militare austriaco (n. 1801)
- 1889 - Guðbrandur Vigfússon, filologo islandese
- 1890 - Giovanni Falleroni, politico e patriota italiano (n. 1837)
- 1891 - Ernest Meissonier, pittore francese (n. 1815)
- 1892 - Charles Spurgeon, predicatore britannico (n. 1834)
- 1893 - Emanuele Pancaldo, politico italiano (n. 1800)
- 1894 - Cosimo Fabbri, politico italiano (n. 1836)
- 1895 - Camillo Chizzolini, medico e militare italiano (n. 1836)
- 1895 - Ebenezer Rockwood Hoar, politico statunitense (n. 1816)
- 1895 - Ward McAllister, socialite statunitense (n. 1827)
- 1898 - Cataldo Nitti, avvocato e politico italiano (n. 1808)
- 1899 - Emma Ivon, attrice teatrale e scrittrice italiana (n. 1851)
- 1899 - Charles Albert Berry, religioso britannico (n. 1852)
- 1899 - Maria Luisa di Borbone-Parma, principessa italiana (n. 1870)
- 1900 - Tito Livio Cianchettini, giornalista italiano (n. 1821)
- 1900 - John Sholto Douglas, IX marchese di Queensberry, nobiluomo scozzese (n. 1844)

## XX secolo(257)
- 1902 - Evgenij Ivanovič Lamanskij, banchiere russo (n. 1825)
- 1903 - Giovanni Costa, pittore, militare e politico italiano (n. 1826)
- 1904 - Josef Hoffmann, pittore austriaco (n. 1831)
- 1904 - Henry Johnson, militare statunitense (n. 1850)
- 1904 - Raphaël Ponson, artista francese (n. 1835)
- 1905 - José Reyes, musicista e compositore dominicano (n. 1836)
- 1905 - Pantaleon Szyndler, pittore polacco (n. 1846)
- 1905 - François Willème, pittore, scultore e fotografo francese (n. 1830)
- 1906 - Ivan Vasil'evič Babuškin, rivoluzionario russo (n. 1873)
- 1907 - Domenico Baccarini, pittore, incisore e scultore italiano (n. 1882)
- 1907 - Henry Cros, pittore, scultore e ceramista francese (n. 1840)
- 1908 - Carl von Voit, fisiologo tedesco (n. 1831)
- 1910 - Heinrich Gross, rabbino tedesco (n. 1835)
- 1911 - Giuseppe Damiani Almeyda, ingegnere e architetto italiano (n. 1834)
- 1913 - Arnold Ludwig Gotthilf Heller, anatomista tedesco (n. 1840)
- 1913 - James Lindsay, XXVI conte di Crawford, politico scozzese (n. 1847)
- 1913 - Joseph Lyman Silsbee, architetto statunitense (n. 1848)
- 1914 - Casimiro Gennari, cardinale italiano (n. 1839)
- 1914 - Domenico Melegatti, pasticciere italiano (n. 1844)
- 1916 - August Michaelis, chimico tedesco (n. 1847)
- 1917 - Otto Finsch, etnografo, naturalista e esploratore tedesco (n. 1839)
- 1918 - Léon Houa, ciclista su strada e pilota automobilistico belga (n. 1867)
- 1918 - Eugenio Niccolai, militare italiano (n. 1895)
- 1918 - Alfred de Rothschild, banchiere, collezionista d'arte e filantropo britannico (n. 1842)
- 1918 - Bernhard Tollens, chimico tedesco (n. 1841)
- 1918 - Blanche Wyndham, nobildonna inglese (n. 1827)
- 1919 - Roberto Diotaiuti, generale italiano (n. 1866)
- 1919 - Paul Lindau, drammaturgo tedesco (n. 1839)
- 1920 - Gilda Langer, attrice tedesca (n. 1896)
- 1920 - Wilhelm Friedrich Philipp Pfeffer, botanico tedesco (n. 1845)
- 1920 - Giuseppe Taglietti, magistrato e politico italiano (n. 1841)
- 1920 - Émile Vernon, pittore francese (n. 1872)
- 1921 - George Brettingham Sowerby III, zoologo, editore e illustratore britannico (n. 1843)
- 1922 - Angelo Della Mura, pittore italiano (n. 1867)
- 1922 - Rubaldo Merello, pittore italiano (n. 1872)
- 1922 - Henri Honoré Plé, scultore francese (n. 1853)
- 1922 - Heinrich Reinhardt, compositore austriaco (n. 1865)
- 1922 - Achille Torelli, drammaturgo italiano (n. 1841)
- 1923 - Fernand de Montessus de Ballore, geofisico francese (n. 1851)
- 1923 - Ernesto Giacomo Parodi, scrittore, letterato e filologo italiano (n. 1862)
- 1924 - Curt von Bardeleben, scacchista e giornalista tedesco (n. 1861)
- 1924 - Rafael Bolívar Coronado, giornalista e poeta venezuelano (n. 1884)
- 1925 - Cesare Algranati, giornalista italiano (n. 1865)
- 1925 - Ulrich Wille, generale svizzero (n. 1848)
- 1926 - Giovanni Beltrami, pittore, illustratore e critico d'arte italiano (n. 1860)
- 1926 - Luigi Talamoni, presbitero italiano (n. 1848)
- 1927 - Sybil Bauer, nuotatrice statunitense (n. 1903)
- 1927 - Kay Laurell, attrice statunitense (n. 1890)
- 1927 - Samuel Wassall, militare britannico (n. 1856)
- 1929 - Marco Praga, commediografo e critico teatrale italiano (n. 1862)
- 1930 - Dorothy Seastrom, attrice statunitense (n. 1903)
- 1930 - Otto Stahn, architetto tedesco (n. 1859)
- 1931 - Billy Breakenridge, scrittore e attore statunitense (n. 1846)
- 1931 - Cesare Ferrero di Cambiano, avvocato, dirigente d'azienda e politico italiano (n. 1852)
- 1931 - Charles Meyer, ciclista su strada e pistard danese (n. 1868)
- 1932 - Enrico Butti, scultore italiano (n. 1847)
- 1933 - John Galsworthy, scrittore e drammaturgo inglese (n. 1867)
- 1933 - Alfredo Salafia, italiano (n. 1869)
- 1935 - Albert Wills McIntire, politico statunitense (n. 1853)
- 1936 - Grace Drayton, fumettista e illustratrice statunitense (n. 1878)
- 1936 - Jan Willem te Kolsté, scacchista olandese (n. 1874)
- 1936 - Pierre de Nolhac, filologo, storico dell'arte e poeta francese (n. 1859)
- 1936 - Geremia Trinchese, militare italiano (n. 1906)
- 1937 - Marguerite Audoux, scrittrice francese (n. 1863)
- 1938 - Melville W. Brown, regista e sceneggiatore statunitense (n. 1887)
- 1938 - Hans Heinrich XV von Hochberg, militare tedesco (n. 1861)
- 1938 - Nicola Tagliaferri, militare italiano (n. 1913)
- 1940 - George Latimer Bates, ornitologo, botanico e naturalista statunitense (n. 1863)
- 1940 - Gunnar Dahl, calciatore norvegese (n. 1900)
- 1940 - Justí Guitart i Vilardebó, vescovo cattolico spagnolo (n. 1875)
- 1940 - Susana Paz Castillo Ramírez, religiosa venezuelana (n. 1863)
- 1940 - René Schickele, scrittore tedesco (n. 1883)
- 1941 - Verner Järvinen, discobolo, giavellottista e pesista finlandese (n. 1870)
- 1941 - Max König, politico tedesco (n. 1868)
- 1942 - Carl Gassner, medico e inventore tedesco (n. 1855)
- 1942 - Otto Kern, archeologo, filologo classico e epigrafista tedesco (n. 1863)
- 1942 - Nikola Mušmov, numismatico e museologo bulgaro (n. 1869)
- 1942 - Rolf Wenkhaus, attore tedesco (n. 1917)
- 1943 - Angelo Albonico, rugbista a 15 italiano (n. 1912)
- 1943 - Ferdinand Luigini, pittore e incisore francese (n. 1870)
- 1943 - Enrico Montalbetti, arcivescovo cattolico italiano (n. 1888)
- 1944 - Mariano Buratti, partigiano e militare italiano (n. 1902)
- 1944 - Jean Giraudoux, scrittore e commediografo francese (n. 1882)
- 1944 - Thomas W. Hardwick, politico statunitense (n. 1872)
- 1944 - Vittorio Mallozzi, operaio, antifascista e partigiano italiano (n. 1909)
- 1944 - Árpád Weisz, calciatore e allenatore di calcio ungherese (n. 1896)
- 1945 - Arturo Balestrieri, marciatore, calciatore e dirigente sportivo italiano (n. 1874)
- 1945 - Léon-Paul Classe, missionario e vescovo cattolico francese (n. 1874)
- 1945 - Eduard Deisenhofer, generale tedesco (n. 1909)
- 1945 - Luisa Levi, italiana (n. 1929)
- 1945 - Bruno Pasino, militare e partigiano italiano (n. 1916)
- 1945 - Eddie Slovik, militare statunitense (n. 1920)
- 1946 - Pietro Boetto, cardinale e arcivescovo cattolico italiano (n. 1871)
- 1946 - Hans Loritz, generale tedesco (n. 1895)
- 1946 - Carl Magee, avvocato e editore statunitense (n. 1872)
- 1946 - Ivo Protulipac, attivista, avvocato e medico croato (n. 1899)
- 1947 - Franz von Epp, generale e politico tedesco (n. 1868)
- 1948 - Etha Fles, pittrice, scrittrice e critica d'arte olandese (n. 1857)
- 1948 - Maria Luisa di Hannover, principessa (n. 1879)
- 1949 - Otto Hupp, tipografo, incisore e pittore tedesco (n. 1859)
- 1949 - Lisa Resch, sciatrice alpina tedesca (n. 1908)
- 1951 - Charles Blake Cochran, impresario teatrale, attore e cantante inglese (n. 1872)
- 1951 - Fei Mu, regista cinese (n. 1906)
- 1951 - Kim Chaek, rivoluzionario, politico e generale nordcoreano (n. 1903)
- 1951 - Enrico Scodnik, militare, dirigente d'azienda e politico italiano (n. 1866)
- 1952 - George Broadhurst, commediografo e sceneggiatore inglese (n. 1866)
- 1952 - Luigi Stefano Giarda, violoncellista e compositore italiano (n. 1868)
- 1952 - Emilio Pantanali, militare italiano (n. 1893)
- 1952 - Charles de Rochefort, attore e regista francese (n. 1887)
- 1953 - Felix Endrich, bobbista svizzero (n. 1921)
- 1953 - Edna Payne, attrice statunitense (n. 1891)
- 1954 - Edwin Howard Armstrong, ingegnere elettrico e inventore statunitense (n. 1890)
- 1954 - Florence Bates, attrice statunitense (n. 1888)
- 1954 - Adolfo Franci, sceneggiatore e critico cinematografico italiano (n. 1895)
- 1954 - Vivian Woodward, calciatore inglese (n. 1879)
- 1955 - Henry Ernest Atkins, scacchista britannico (n. 1872)
- 1955 - John Mott, pacifista statunitense (n. 1865)
- 1956 - Giuseppe Ar, pittore italiano (n. 1898)
- 1956 - Battista Bardanzellu, avvocato, giurista e politico italiano (n. 1885)
- 1956 - A. A. Milne, scrittore britannico (n. 1882)
- 1957 - John Marshall, nuotatore australiano (n. 1930)
- 1957 - Ottavio Mastrojanni, avvocato e politico italiano (n. 1896)
- 1957 - Władysław Mazurkiewicz, serial killer polacco (n. 1911)
- 1958 - Alfredo Donelli, direttore della fotografia italiano (n. 1893)
- 1958 - Gennaro Villelli, politico e giornalista italiano (n. 1895)
- 1959 - Karl von Prager, generale tedesco (n. 1875)
- 1959 - Emilio Valvassori, dirigente sportivo e arbitro di calcio italiano (n. 1877)
- 1960 - Harry Blanchard, pilota automobilistico statunitense (n. 1929)
- 1960 - Duilio Cambellotti, artista italiano (n. 1876)
- 1960 - Lowell Gilmore, attore statunitense (n. 1906)
- 1960 - Auguste Herbin, pittore francese (n. 1882)
- 1960 - Wilmer Hines, tennista statunitense (n. 1912)
- 1961 - Angelico Prati, glottologo e linguista italiano (n. 1883)
- 1962 - Attilio Firpi, calciatore uruguaiano (n. 1880)
- 1962 - Dannie Heineman, ingegnere, imprenditore e filantropo statunitense (n. 1872)
- 1962 - Noel Purcell, pallanuotista irlandese (n. 1891)
- 1962 - Hermann Rothert, avvocato, politico e storico tedesco (n. 1875)
- 1963 - Alasgar Alakbarov, attore azero (n. 1910)
- 1963 - Leonello Vincenti, germanista e traduttore italiano (n. 1891)
- 1964 - Tomás Adolfo Ducó, militare, dirigente sportivo e giornalista argentino (n. 1901)
- 1964 - Viktor Vladislavovič Ėjsymont, regista cinematografico sovietico (n. 1904)
- 1965 - Kent Cooper, giornalista statunitense (n. 1880)
- 1965 - Cay Lembcke, politico danese (n. 1885)
- 1965 - Konstantin Muraviev, politico bulgaro (n. 1893)
- 1966 - Dirk Brouwer, astronomo olandese (n. 1902)
- 1966 - Frej Liewendahl, mezzofondista finlandese (n. 1902)
- 1966 - Elizabeth Patterson, attrice statunitense (n. 1874)
- 1966 - Arthur Percival, generale britannico (n. 1887)
- 1967 - Otto Dibelius, vescovo tedesco (n. 1880)
- 1967 - Joe Fabel, cestista statunitense (n. 1917)
- 1967 - Oskar Fischinger, animatore e pittore tedesco (n. 1900)
- 1967 - Poul Henningsen, architetto e designer danese (n. 1894)
- 1967 - Hans-Georg Hildebrandt, generale tedesco (n. 1896)
- 1967 - Karel Hradecký, calciatore boemo (n. 1885)
- 1967 - Eddie Tolan, velocista statunitense (n. 1908)
- 1968 - Francis Hyland, vescovo cattolico statunitense (n. 1901)
- 1969 - Meher Baba, indiano (n. 1894)
- 1969 - Adamo Bozzani, ginnasta italiano (n. 1891)
- 1969 - Olinto Landini, sindacalista e politico italiano (n. 1921)
- 1970 - Michail Leont'evič Mil', ingegnere aeronautico sovietico (n. 1909)
- 1970 - Slim Harpo, cantautore e armonicista statunitense (n. 1924)
- 1971 - Pietro De Francisci, giurista e politico italiano (n. 1883)
- 1971 - Viktor Maksimovič Žirmunskij, critico letterario e filologo russo (n. 1891)
- 1972 - Ernests Blanks, scrittore e editorialista lettone (n. 1894)
- 1972 - Mahendra del Nepal, re nepalese (n. 1920)
- 1972 - Matvej Vasil'evič Zacharov, generale sovietico (n. 1898)
- 1973 - Ragnar Frisch, economista norvegese (n. 1895)
- 1973 - Maurice Gravelines, calciatore francese (n. 1891)
- 1973 - Şehzade Mahmud Şevket, principe ottomano (n. 1903)
- 1974 - Pedro Manuel Benítez, calciatore paraguaiano (n. 1901)
- 1974 - Pina Gallini, attrice italiana (n. 1888)
- 1974 - Samuel Goldwyn, produttore cinematografico polacco (n. 1882)
- 1974 - Julius Hjulian, calciatore svedese (n. 1903)
- 1974 - Glenn Morris, multiplista statunitense (n. 1912)
- 1974 - Halvor Solberg, meteorologo norvegese (n. 1895)
- 1974 - Emil Väre, lottatore finlandese (n. 1885)
- 1975 - Bernard Fitzalan-Howard, XVI duca di Norfolk, nobile e genealogista inglese (n. 1908)
- 1975 - Don Kaye, editore statunitense (n. 1938)
- 1976 - Jake Nagode, cestista statunitense (n. 1915)
- 1976 - Fernand Sardou, attore, cantante e comico francese (n. 1910)
- 1976 - Evert Taube, compositore, cantante e scrittore svedese (n. 1890)
- 1977 - Daniel Mainwaring, scrittore e sceneggiatore statunitense (n. 1902)
- 1977 - Giacomo Palombella, arcivescovo cattolico italiano (n. 1898)
- 1977 - Adriano Zanaga, ciclista su strada italiano (n. 1896)
- 1978 - Domenico Bernasconi, pugile italiano (n. 1902)
- 1979 - Celia Adler, attrice statunitense (n. 1889)
- 1979 - Grant Green, chitarrista e compositore statunitense (n. 1935)
- 1979 - Vittorio Pagano, poeta e scrittore italiano (n. 1919)
- 1979 - Jeff Sutton, scrittore di fantascienza statunitense (n. 1913)
- 1980 - Gumercindo Gómez, calciatore boliviano (n. 1907)
- 1980 - Francesco Lardone, arcivescovo cattolico e diplomatico italiano (n. 1887)
- 1980 - Antonio Sanfilippo, pittore italiano (n. 1923)
- 1981 - William Gopallawa, politico singalese (n. 1896)
- 1981 - Leonardo Sinisgalli, poeta, saggista e critico d'arte italiano (n. 1908)
- 1983 - Slimane Azem, cantante e poeta berbero (n. 1918)
- 1983 - Gregorio Blasco, calciatore spagnolo (n. 1909)
- 1983 - Lorraine Ellison, cantante statunitense (n. 1931)
- 1983 - Nicandro Izzo, militare italiano (n. 1944)
- 1983 - Rudi Paret, filologo, islamista e traduttore tedesco (n. 1901)
- 1983 - Biagio Pecorino, politico italiano (n. 1909)
- 1983 - Nanni Scolari, filosofo italiano (n. 1935)
- 1983 - Modesta Valenti, italiana (n. 1912)
- 1984 - George Harmon Coxe, scrittore statunitense (n. 1901)
- 1984 - Rita Pisano, politica italiana (n. 1926)
- 1985 - Tatsuzō Ishikawa, scrittore e giornalista giapponese (n. 1905)
- 1985 - Dutch Lonborg, cestista, giocatore di football americano e allenatore di pallacanestro statunitense (n. 1898)
- 1986 - Enea Franza, avvocato e politico italiano (n. 1907)
- 1986 - Silvio Tozzi, lottatore italiano (n. 1908)
- 1986 - Moderato Wisintainer, calciatore brasiliano (n. 1902)
- 1987 - Yves Allégret, regista e sceneggiatore francese (n. 1905)
- 1988 - Waltraud Gebert Deeg, politica italiana (n. 1928)
- 1988 - Wallace Kyle, ufficiale australiano (n. 1910)
- 1989 - Yasushi Akutagawa, compositore e direttore d'orchestra giapponese (n. 1925)
- 1989 - Ty Anderson, hockeista su ghiaccio statunitense (n. 1908)
- 1990 - Ricardo Bordallo, politico statunitense (n. 1927)
- 1990 - Eveline Du Bois-Reymond Marcus, zoologa tedesca (n. 1901)
- 1990 - Sigmund Frogn, calciatore norvegese (n. 1904)
- 1990 - Amedeo Molnár, teologo, storico e medievista ceco (n. 1923)
- 1991 - Armando Passalacqua, allenatore di calcio e calciatore italiano (n. 1911)
- 1991 - Márcio de Sousa Melo, generale e politico brasiliano (n. 1906)
- 1992 - Ioan Cherteș, arcivescovo cattolico rumeno (n. 1911)
- 1992 - Ludwig Geyer, ciclista su strada tedesco (n. 1904)
- 1992 - Mel Hein, giocatore di football americano statunitense (n. 1909)
- 1992 - Martin Held, attore tedesco (n. 1908)
- 1993 - Luigi Albani, calciatore italiano (n. 1928)
- 1993 - János Gyimesi, cestista e allenatore di pallacanestro ungherese (n. 1913)
- 1993 - Ernő Lendvai, musicologo, insegnante e teorico della musica ungherese (n. 1925)
- 1993 - Desiderius Papp, giornalista e storico della scienza austro-ungarico (n. 1895)
- 1993 - Frithjof Ulleberg, calciatore norvegese (n. 1911)
- 1994 - Alberto Sorrentino, attore italiano (n. 1916)
- 1994 - Erwin Strittmatter, scrittore e drammaturgo tedesco (n. 1912)
- 1995 - George Abbott, commediografo, sceneggiatore e regista statunitense (n. 1887)
- 1995 - Ghigo De Chiara, drammaturgo, critico letterario e sceneggiatore italiano (n. 1921)
- 1995 - Francesco Finocchiaro, imprenditore e dirigente d'azienda italiano (n. 1930)
- 1995 - Nicola Ruffolo, notaio, scrittore e filosofo italiano (n. 1914)
- 1996 - Alan Sealey, calciatore inglese (n. 1942)
- 1996 - Gustave Solomon, matematico e ingegnere statunitense (n. 1930)
- 1996 - Angelo Viel, carabiniere e patriota italiano (n. 1909)
- 1997 - Heiner Carow, regista tedesco-orientale (n. 1929)
- 1997 - Seth Lover, inventore statunitense (n. 1910)
- 1997 - Örjan Martinsson, calciatore svedese (n. 1936)
- 1997 - Zahir Pajaziti, militare kosovaro (n. 1962)
- 1997 - Eugenia Smith, scrittrice statunitense (n. 1899)
- 1998 - Meir Agassi, scrittore e pittore israeliano (n. 1947)
- 1998 - Giovanni Brevi, presbitero, missionario e militare italiano (n. 1908)
- 1998 - Luigi Compagnone, giornalista, scrittore e poeta italiano (n. 1915)
- 1998 - Amedeo Massari, editore italiano (n. 1926)
- 1999 - Giant Baba, wrestler e giocatore di baseball giapponese (n. 1938)
- 1999 - Louis Desgraves, bibliotecario e storico francese (n. 1921)
- 1999 - Gaio Fratini, poeta e giornalista italiano (n. 1921)
- 1999 - Ilmari Tapiovaara, designer finlandese (n. 1914)
- 2000 - Martin Benrath, attore tedesco (n. 1926)
- 2000 - Franco Bezzi, funzionario italiano (n. 1917)
- 2000 - Giorgio Cambiotti, fumettista italiano (n. 1931)
- 2000 - Gil Kane, fumettista statunitense (n. 1926)
- 2000 - Ralph Manza, attore statunitense (n. 1921)
- 2000 - Jafar Salmasi, sollevatore iraniano (n. 1918)

## XXI secolo(146)
- 2001 - Gordon R. Dickson, scrittore e autore di fantascienza statunitense (n. 1923)
- 2001 - Giacomo Rosini, politico italiano (n. 1942)
- 2001 - Gianni Savoldi, politico italiano (n. 1924)
- 2002 - Gabby Gabreski, aviatore statunitense (n. 1919)
- 2002 - Henry Kloss, imprenditore statunitense (n. 1929)
- 2002 - Predrag Vranicki, filosofo croato (n. 1922)
- 2003 - Werenfried van Straaten, presbitero olandese (n. 1913)
- 2003 - Ricardo Zamora de Grassa, calciatore spagnolo (n. 1933)
- 2004 - Eleanor Holm, nuotatrice e attrice statunitense (n. 1913)
- 2004 - Silverio Pisu, cantautore, attore e scrittore italiano (n. 1937)
- 2005 - Roy Bicknell, allenatore di calcio e calciatore inglese (n. 1926)
- 2005 - Claudio Buziol, imprenditore italiano (n. 1957)
- 2005 - Jack Collins, attore statunitense (n. 1918)
- 2005 - Donato Müller, calciatore svizzero (n. 1934)
- 2005 - Marcos Sánchez Carmona, cestista cileno (n. 1924)
- 2005 - Wilson Carlos dos Santos, arbitro di calcio brasiliano (n. 1942)
- 2006 - Bernhard Johansen, calciatore norvegese (n. 1929)
- 2006 - Ede Komáromi, cestista e allenatore di pallacanestro ungherese (n. 1928)
- 2006 - Paul Regina, attore statunitense (n. 1956)
- 2006 - Moira Shearer, attrice e ballerina scozzese (n. 1926)
- 2007 - Lee Bergere, attore statunitense (n. 1918)
- 2007 - Muhammad Jamal Khalifa, imprenditore saudita (n. 1957)
- 2007 - Kirka, musicista finlandese (n. 1950)
- 2007 - Arbën Minga, calciatore albanese (n. 1959)
- 2008 - Eva Heller, scrittrice e sociologa tedesca (n. 1948)
- 2008 - Sergio Noja Noseda, dirigente d'azienda e arabista italiano (n. 1931)
- 2008 - Giorgio Tadeo, basso italiano (n. 1929)
- 2008 - František Čapek, canoista cecoslovacco (n. 1914)
- 2009 - Lino Aldani, scrittore italiano (n. 1926)
- 2009 - Nicola Capria, politico e avvocato italiano (n. 1932)
- 2009 - Mike Kearns, cestista statunitense (n. 1929)
- 2009 - Dewey Martin, batterista canadese (n. 1940)
- 2009 - Antonio Spinosa, scrittore, giornalista e storico italiano (n. 1923)
- 2009 - Pieter Van den Bosch, calciatore belga (n. 1927)
- 2010 - Kage Baker, autrice di fantascienza statunitense (n. 1952)
- 2010 - Camillo De Piaz, antifascista, saggista e traduttore italiano (n. 1918)
- 2010 - Tomás Eloy Martínez, scrittore argentino (n. 1934)
- 2010 - Jiří Havlis, canottiere cecoslovacco (n. 1932)
- 2010 - Giulio Petroni, regista e sceneggiatore italiano (n. 1917)
- 2010 - Niny Comolli, musicista italiana (n. 1915)
- 2010 - Pierre Vaneck, attore francese (n. 1931)
- 2011 - Charles Sellier, produttore televisivo, sceneggiatore e romanziere statunitense (n. 1943)
- 2011 - Silja Walter, poetessa e religiosa svizzera (n. 1919)
- 2011 - Norman Uprichard, calciatore nordirlandese (n. 1928)
- 2012 - Stefano Angeleri, allenatore di calcio e calciatore italiano (n. 1926)
- 2012 - Anthony Bevilacqua, cardinale e arcivescovo cattolico statunitense (n. 1923)
- 2012 - Leslie Carter, cantante statunitense (n. 1986)
- 2012 - Federico Hindermann, poeta, giornalista e traduttore italiano (n. 1921)
- 2012 - Rolando Irusta, calciatore argentino (n. 1938)
- 2012 - Mike Kelley, artista statunitense (n. 1954)
- 2012 - Antonio Segura, fumettista spagnolo (n. 1947)
- 2012 - Dorothea Tanning, pittrice, poetessa e scrittrice statunitense (n. 1910)
- 2012 - Alfred Vella-James, calciatore maltese (n. 1933)
- 2013 - Elżbieta Biesiekierska, cestista polacca (n. 1950)
- 2013 - Mark Gregory, attore italiano (n. 1964)
- 2013 - Emilio Juri, imprenditore e dirigente sportivo svizzero (n. 1947)
- 2013 - Larry Killick, cestista statunitense (n. 1922)
- 2013 - Caleb Moore, sportivo statunitense (n. 1987)
- 2013 - Jacques Nguyễn Văn Mầu, vescovo cattolico vietnamita (n. 1914)
- 2013 - Eirene Sbriziolo, urbanista, architetta e politica italiana (n. 1924)
- 2013 - Janusz Wichowski, cestista e allenatore di pallacanestro polacco (n. 1935)
- 2014 - Nina Andrycz, attrice polacca (n. 1912)
- 2014 - Gundi Busch, pattinatrice artistica su ghiaccio e allenatrice di pattinaggio su ghiaccio tedesca (n. 1935)
- 2014 - Emilio Del Giudice, fisico e divulgatore scientifico italiano (n. 1940)
- 2014 - Abdirizak Haji Hussein, politico somalo (n. 1924)
- 2014 - Jaime Huélamo, ciclista su strada spagnolo (n. 1948)
- 2014 - Miklós Jancsó, regista e sceneggiatore ungherese (n. 1921)
- 2014 - Christopher Jones, attore statunitense (n. 1941)
- 2014 - Teofilo Sanson, imprenditore e dirigente sportivo italiano (n. 1927)
- 2014 - Giorgio Stracquadanio, politico e giornalista italiano (n. 1959)
- 2015 - Vasco Bendini, pittore italiano (n. 1922)
- 2015 - Diego De Leo, arbitro di calcio italiano (n. 1920)
- 2015 - Charles Geerts, calciatore belga (n. 1930)
- 2015 - William Klinger, storico italiano (n. 1972)
- 2015 - Udo Lattek, calciatore, allenatore di calcio e dirigente sportivo tedesco (n. 1935)
- 2015 - Abdullah Othman, calciatore malaysiano (n. 1945)
- 2015 - Lizabeth Scott, attrice e modella statunitense (n. 1922)
- 2015 - Piero Travaglini, pittore e scultore svizzero (n. 1927)
- 2015 - Richard von Weizsäcker, politico tedesco (n. 1920)
- 2016 - Costantino Carrozza, attore e regista teatrale italiano (n. 1937)
- 2016 - Astrit Dakli, giornalista italiano (n. 1948)
- 2016 - Elizabeth Eisenstein, storica statunitense (n. 1923)
- 2016 - Kristo Frashëri, storico albanese (n. 1920)
- 2016 - Vincenzo Gamna, regista e sceneggiatore italiano (n. 1925)
- 2016 - Francesco Putti, maratoneta italiano (n. 1931)
- 2016 - Betty Rosenquest Pratt, tennista statunitense (n. 1925)
- 2016 - Terry Wogan, conduttore televisivo e conduttore radiofonico irlandese (n. 1938)
- 2017 - Matilde Capuis, compositrice e pianista italiana (n. 1913)
- 2017 - Frank Pellegrino, attore statunitense (n. 1944)
- 2017 - Giovanni Perissinotto, calciatore e allenatore di calcio italiano (n. 1925)
- 2017 - Rob Stewart, fotografo, regista e produttore cinematografico canadese (n. 1979)
- 2017 - Bobby Watson, cestista e allenatore di pallacanestro statunitense (n. 1930)
- 2017 - John Wetton, cantante, bassista e chitarrista britannico (n. 1949)
- 2018 - Tito Amodei, scultore, pittore e critico d'arte italiano (n. 1926)
- 2018 - Rasual Butler, cestista statunitense (n. 1979)
- 2018 - Hristo Cvetkov, cestista bulgaro (n. 1934)
- 2018 - Ann Gillis, attrice statunitense (n. 1927)
- 2018 - Haim Gouri, poeta, scrittore e regista israeliano (n. 1923)
- 2018 - Hennie Hollink, allenatore di calcio, calciatore e dirigente sportivo olandese (n. 1932)
- 2018 - Alf Humphreys, attore canadese (n. 1953)
- 2018 - Leonid Kostjantynovyč Kadenjuk, cosmonauta ucraino (n. 1951)
- 2018 - Yvonne Viseux, modella francese (n. 1927)
- 2018 - Gérard Welter, progettista, ingegnere e dirigente sportivo francese (n. 1942)
- 2019 - Francesco Bissolotti, liutaio italiano (n. 1929)
- 2019 - Elena Clementelli, poetessa, critica letteraria e traduttrice italiana (n. 1923)
- 2019 - Kálmán Ihász, calciatore ungherese (n. 1941)
- 2019 - Pablo Larios, calciatore messicano (n. 1960)
- 2019 - Susan Player, modella e attrice statunitense (n. 1954)
- 2019 - Andrzej Poppe, storico e bizantinista polacco (n. 1926)
- 2019 - Graham Stilwell, tennista britannico (n. 1945)
- 2020 - Delphine Forest, attrice francese (n. 1966)
- 2020 - Mary Higgins Clark, scrittrice statunitense (n. 1927)
- 2020 - Miloslav Penner, calciatore ceco (n. 1972)
- 2020 - Mirzə Xəzər, scrittore, conduttore televisivo e editore azero (n. 1947)
- 2020 - César Zabala, calciatore paraguaiano (n. 1961)
- 2021 - Jean Luent, cestista e allenatore di pallacanestro francese (n. 1935)
- 2021 - Michel Murr, politico libanese (n. 1932)
- 2021 - Federico Roncoroni, scrittore e saggista italiano (n. 1944)
- 2021 - Ðuro Savinović, pallanuotista jugoslavo (n. 1950)
- 2021 - Justo Tejada, calciatore spagnolo (n. 1933)
- 2022 - Franco Antonelli, mezzofondista italiano (n. 1934)
- 2022 - Ekkehardt Belle, attore, doppiatore e direttore del doppiaggio tedesco (n. 1954)
- 2022 - Pierre Bellon, imprenditore francese (n. 1930)
- 2022 - James Bidgood, fotografo e regista statunitense (n. 1933)
- 2022 - Carleton Carpenter, attore, scrittore e compositore statunitense (n. 1926)
- 2022 - Onésimo Cepeda Silva, vescovo cattolico messicano (n. 1937)
- 2022 - Tatiana Farnese, attrice italiana (n. 1924)
- 2022 - Carlo Formenti, imprenditore italiano (n. 1926)
- 2022 - Jimmy Johnson, cantante, chitarrista e musicista statunitense (n. 1928)
- 2022 - Isabel Robalino, avvocata, sindacalista e politica ecuadoriana (n. 1917)
- 2022 - Tito Stagno, giornalista, telecronista sportivo e conduttore televisivo italiano (n. 1930)
- 2023 - David Durenberger, politico statunitense (n. 1934)
- 2023 - Kim Yeong-hui, cestista sudcoreana (n. 1963)
- 2023 - Henrik Nordbrandt, scrittore, poeta e orientalista danese (n. 1945)
- 2023 - Luigi Pasinetti, economista italiano (n. 1930)
- 2023 - Edmond Roudnitska, ostacolista francese (n. 1931)
- 2023 - Barbara Scofield, tennista statunitense (n. 1926)
- 2024 - John Dodds, pilota motociclistico australiano (n. 1943)
- 2024 - Leif Eriksen, calciatore e allenatore di calcio norvegese (n. 1940)
- 2024 - János Kelemen, filosofo e saggista ungherese (n. 1943)
- 2024 - Anthony Lamb, botanico britannico (n. 1937)
- 2024 - Mario Levi, scrittore turco (n. 1957)
- 2024 - Maria Musso, velocista, ostacolista e multiplista italiana (n. 1931)
- 2024 - Heinz Simmet, calciatore tedesco (n. 1944)
- 2024 - Aleksej Spirin, arbitro di calcio russo (n. 1952)
- 2025 - Lando Francini, attore teatrale e mimo brasiliano (n. 1956)